# Цицваре (Пакраць)
45°26′ пн. ш. 17°20′ сх. д. / 45.43° пн. ш. 17.34° сх. д.
Цицваре (хорв. Cicvare) — населений пункт у Хорватії, в Пожезько-Славонській жупанії у складі міста Пакраць.

## Населення
Населення за даними перепису 2011 року становило 0 осіб.
Динаміка чисельності населення поселення:

## Клімат
Середня річна температура становить 8,46 °C, середня максимальна – 20,90 °C, а середня мінімальна – -5,72 °C. Середня річна кількість опадів – 1015 мм.
| Клімат поселення                              | Клімат поселення | Клімат поселення | Клімат поселення | Клімат поселення | Клімат поселення | Клімат поселення | Клімат поселення | Клімат поселення | Клімат поселення | Клімат поселення | Клімат поселення | Клімат поселення | Клімат поселення |
| Показник                                      | Січ.             | Лют.             | Бер.             | Квіт.            | Трав.            | Черв.            | Лип.             | Серп.            | Вер.             | Жовт.            | Лист.            | Груд.            |                  |
| Середній максимум, °C                         | 4,12             | 5,54             | 8,74             | 12,12            | 17,26            | 20,36            | 20,90            | 20,44            | 16,76            | 12,63            | 7,65             | 3,88             |                  |
| Середня температура, °C                       | −0,79            | 0,64             | 3,84             | 7,21             | 12,37            | 15,44            | 17,66            | 17,20            | 13,52            | 9,39             | 4,40             | 0,64             |                  |
| Середній мінімум, °C                          | −5,72            | −4,27            | −1,08            | 2,29             | 7,45             | 10,54            | 14,41            | 13,96            | 10,28            | 6,14             | 1,16             | −2,6             |                  |
| Норма опадів, мм                              | 60               | 58               | 66               | 86               | 92               | 115              | 98               | 96               | 84               | 85               | 95               | 80               |                  |
| Середньомісячна швидкість вітру, м/с          | 2.69             | 2.89             | 3.07             | 2.97             | 2.72             | 2.37             | 2.33             | 2.27             | 2.44             | 2.68             | 2.79             | 2.81             |                  |
| Середньомісячна сонячна радіація, кДж/м²·день | 4554             | 7282             | 11016            | 15025            | 18993            | 20877            | 21676            | 19287            | 14622            | 9356             | 5164             | 3813             |                  |
| --------------------------------------------- | ---------------- | ---------------- | ---------------- | ---------------- | ---------------- | ---------------- | ---------------- | ---------------- | ---------------- | ---------------- | ---------------- | ---------------- | ---------------- |
| Джерело:                                      |                  |                  |                  |                  |                  |                  |                  |                  |                  |                  |                  |                  |                  |